# Rivière Vermillon (vattendrag i Kanada, lat 47,65, long -72,94)
Rivière Vermillon är ett vattendrag i Kanada.   Det ligger i provinsen Québec, i den sydöstra delen av landet, 300 km nordost om huvudstaden Ottawa.
I omgivningarna runt Rivière Vermillon växer i huvudsak blandskog. Trakten runt Rivière Vermillon är nära nog obefolkad, med mindre än två invånare per kvadratkilometer.